# Petershof (Halberstadt)

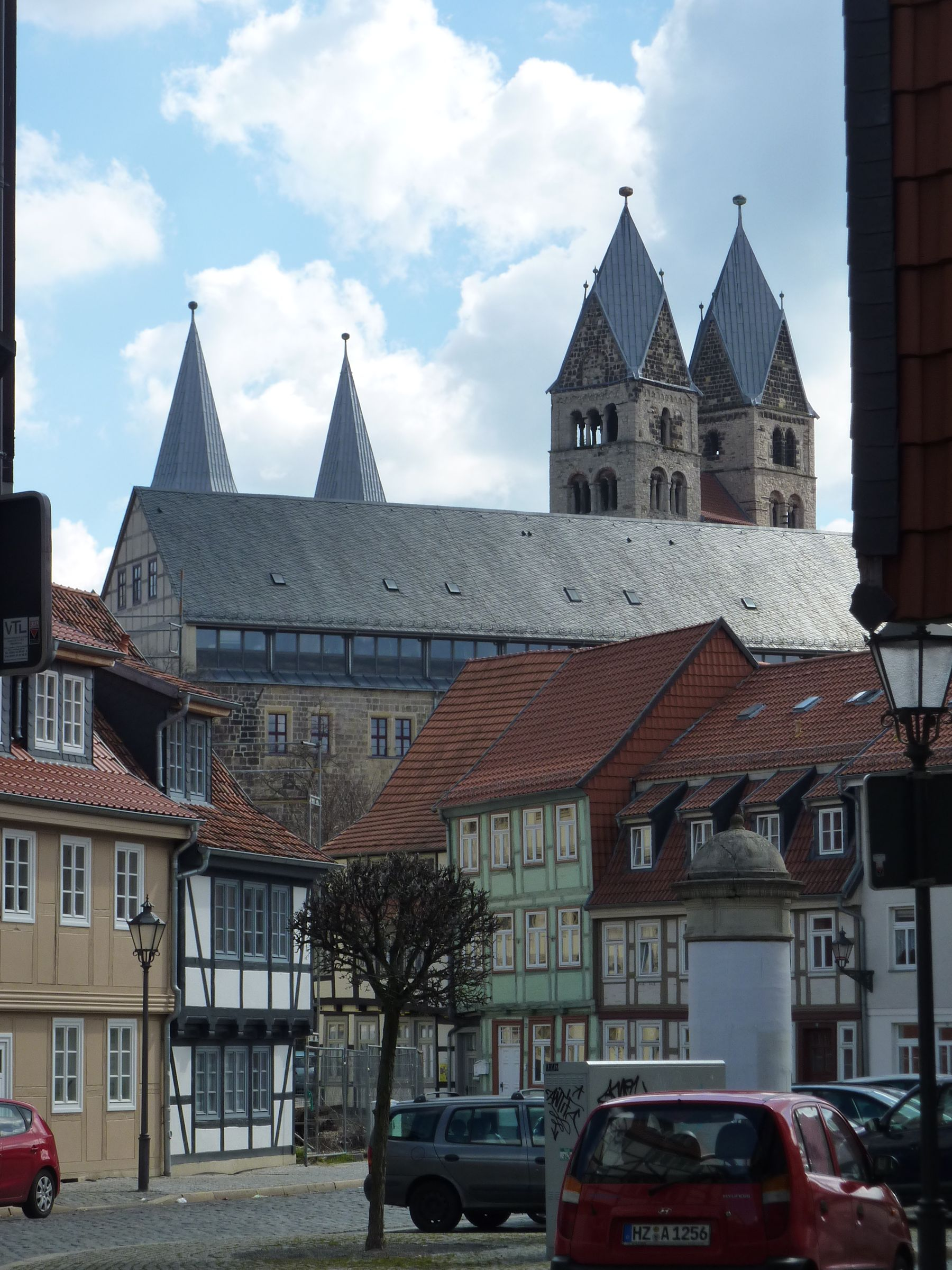
Blick von der Unterstadt zum Petershof

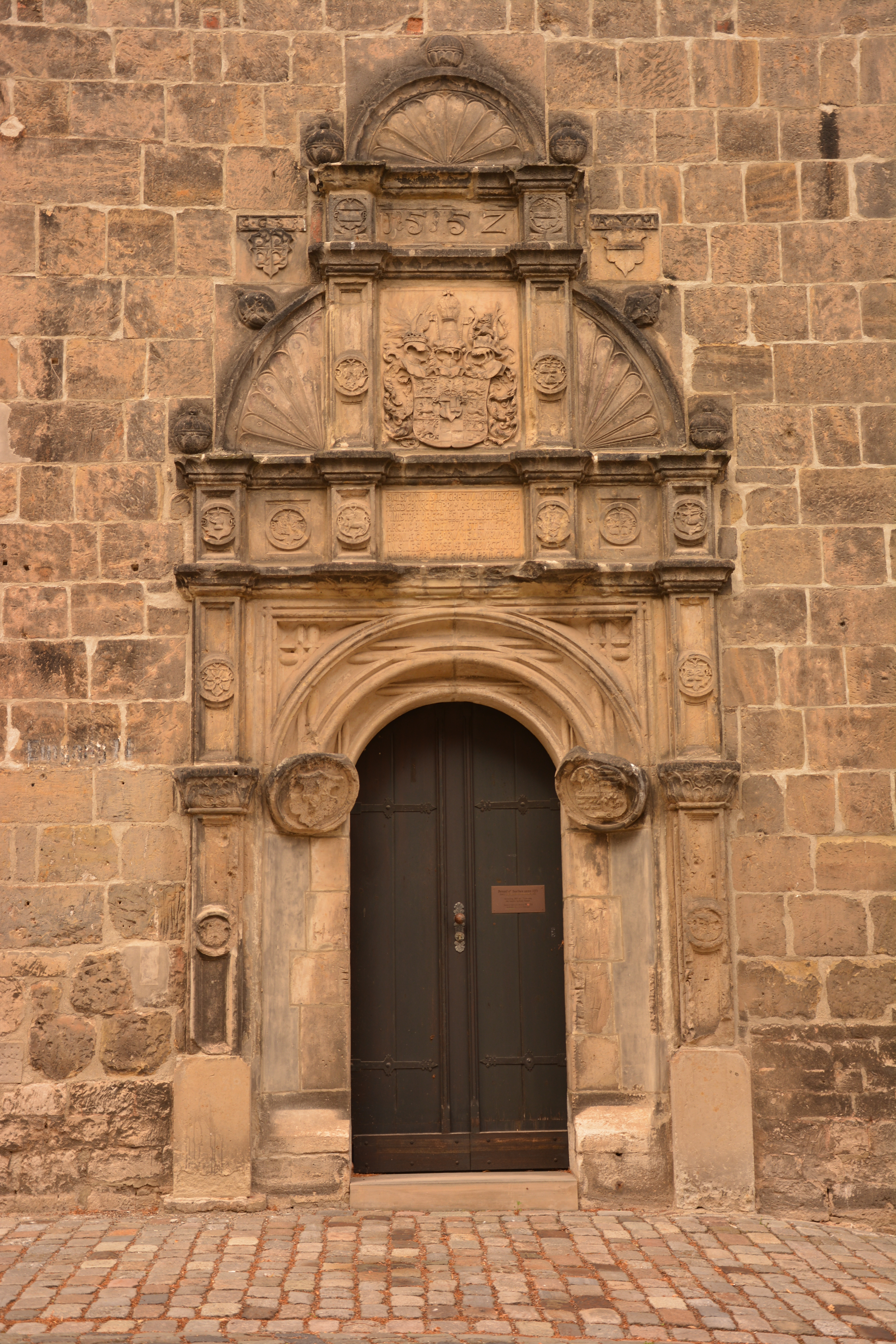
Renaissanceportal

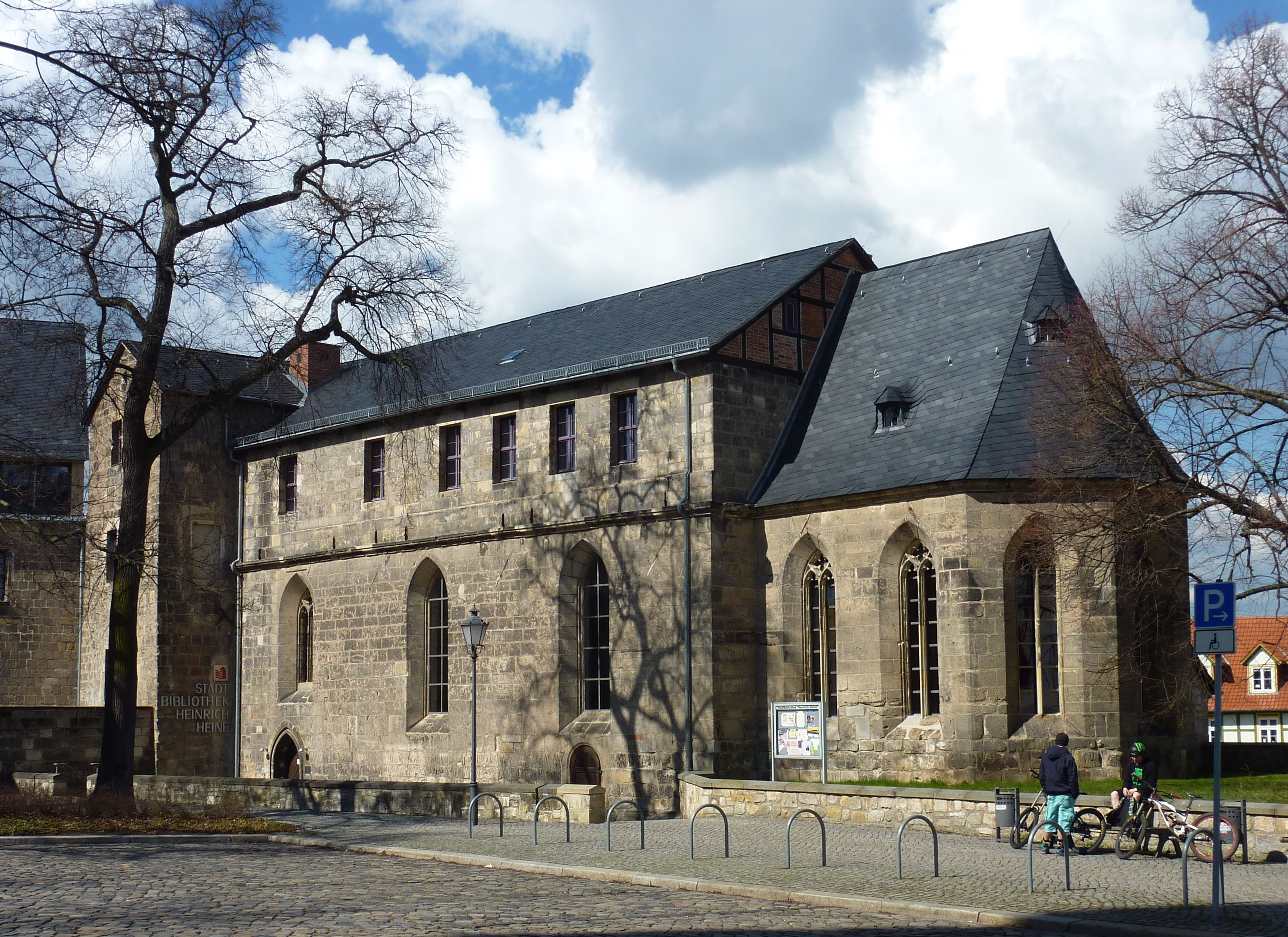
Kapelle und Treppenturm

Der Petershof an der nordwestlichen Ecke des Domplatzes in Halberstadt ist ein ehemaliger bischöflicher Wohn- und Amtssitz. Er wird von der Stadtverwaltung und als Stadtbibliothek genutzt.

## Geschichte
Bischof Burchard I. ließ in der Mitte des 11. Jahrhunderts in unmittelbarer Nachbarschaft der Liebfrauenkirche, aber außerhalb von deren Besitz, die Curia St. Petri bauen. Dieses Patrozinium verweist auf den ursprünglichen Zweck des zweiflügeligen Gebäudes, den Wohnsitz des Bischofs zu bilden.
Möglicherweise sind Teile des Gründungsbaus aus dem Jahr 1052 noch in das Gebäude integriert. Der Keller wurde, wie im spätmittelalterlichen Burgenbau üblich, über das Plateau der Erhebung, auf der der Petershof steht, hinausgebaut, so dass der Petershof von der Unterstadt gesehen eine beachtliche Höhe erreicht.
Um die Mitte des 16. Jahrhunderts ließ Bischof Sigismund II. die mittelalterlichen Wohngebäude umgestalten bzw. durch einen Neubau ersetzen. Ein feingliedriger Erker an der Hoffront sowie der Treppenturm sind Zeugnisse dieser Erneuerung. Auffallend ist das Portal mit der Jahreszahl 1552, das in einer Kombination von spätgotischem Stabwerk mit Frührenaissanceornamentik gestaltet wurde. Dieses Portal wurde als Motiv einer großformatigen Wandmalerei an einem Neubau am Holzmarkt gewählt.
Im 17. und 18. Jahrhundert wurde das Bauwerk von der Landesverwaltung genutzt, im 19. vom Amtsgericht. Damit gingen etliche Umbauten einher. Seit 2003 wird der Hauptflügel als Sitz der Stadtverwaltung Halberstadt genutzt. Zu diesem Zweck wurde er um ein Obergeschoss aus Stahl und Glas aufgestockt. Bei den Umbauarbeiten wurde im Erdgeschoss, das ein Kreuzgratgewölbe besitzt, ein Küchenraum mit großem Rauchfang freigelegt, der zur Kantine umfunktioniert wurde. Im Obergeschoss ist eine der Balustersäulen erhalten geblieben, die die Decke des einst dort befindlichen Saals stützten.
Zum Petershof gehört eine Kapelle. Dieser Saalbau erstreckt sich nach Osten zur Peterstreppe hin und besitzt einen eingezogenen, polygonal geschlossenen Chor. Die Gewölbekonsolen dieser Kapelle, die ebenfalls mit einem Kreuzgratgewölbe schließt, lassen eine Datierung auf die Zeit vor der Mitte des 14. Jahrhunderts zu. 1665 wurde die Kapelle der deutsch-reformierten Gemeinde überlassen. Damals erhielt sie eine barocke Ausstattung, die aber nicht erhalten geblieben ist. 1869 wurde die Kapelle zum Gerichtslokal umgebaut. Der westlich anschließende, mittelalterliche Teil des Gebäudes wurde zum Zellentrakt umfunktioniert.
Ab 1997 wurde die Kapelle entkernt und zur Stadtbücherei umgebaut.

## Kreuzgang
Der Petershof grenzt an einen gotischen Kreuzgang westlich der Liebfrauenkirche, der um die Mitte des 14. Jahrhunderts errichtet wurde. Seit 1905 wird dieser Kreuzgang als Museum genutzt, in dem Überreste abgerissener Halberstadter Gebäude gezeigt werden. Vorwiegend handelt es sich dabei um Steinfiguren, Fassadenfragmente und Epitaphien.